# Skoterled

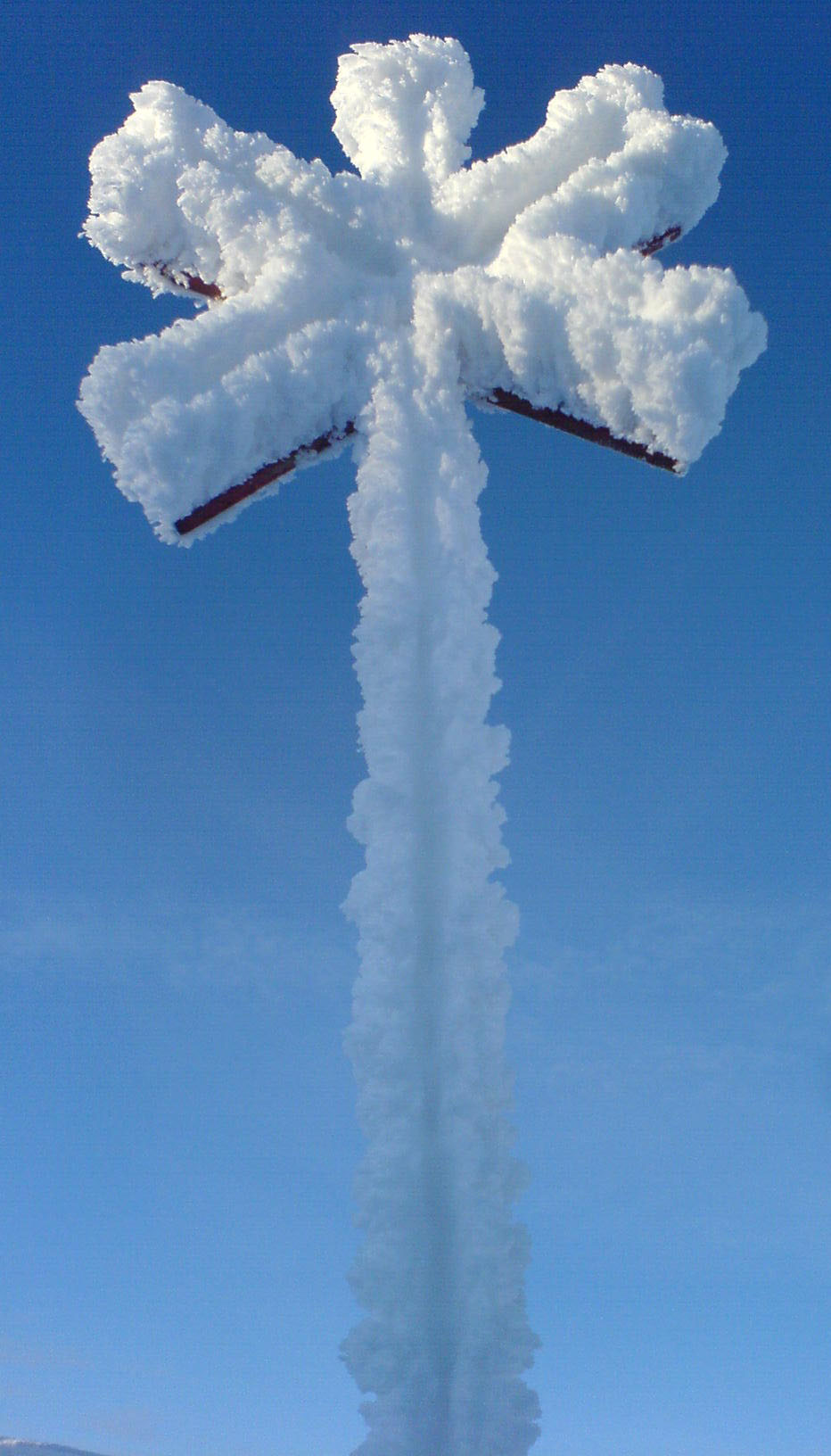
Ledkryss används bland annat för att markera skoterleder.

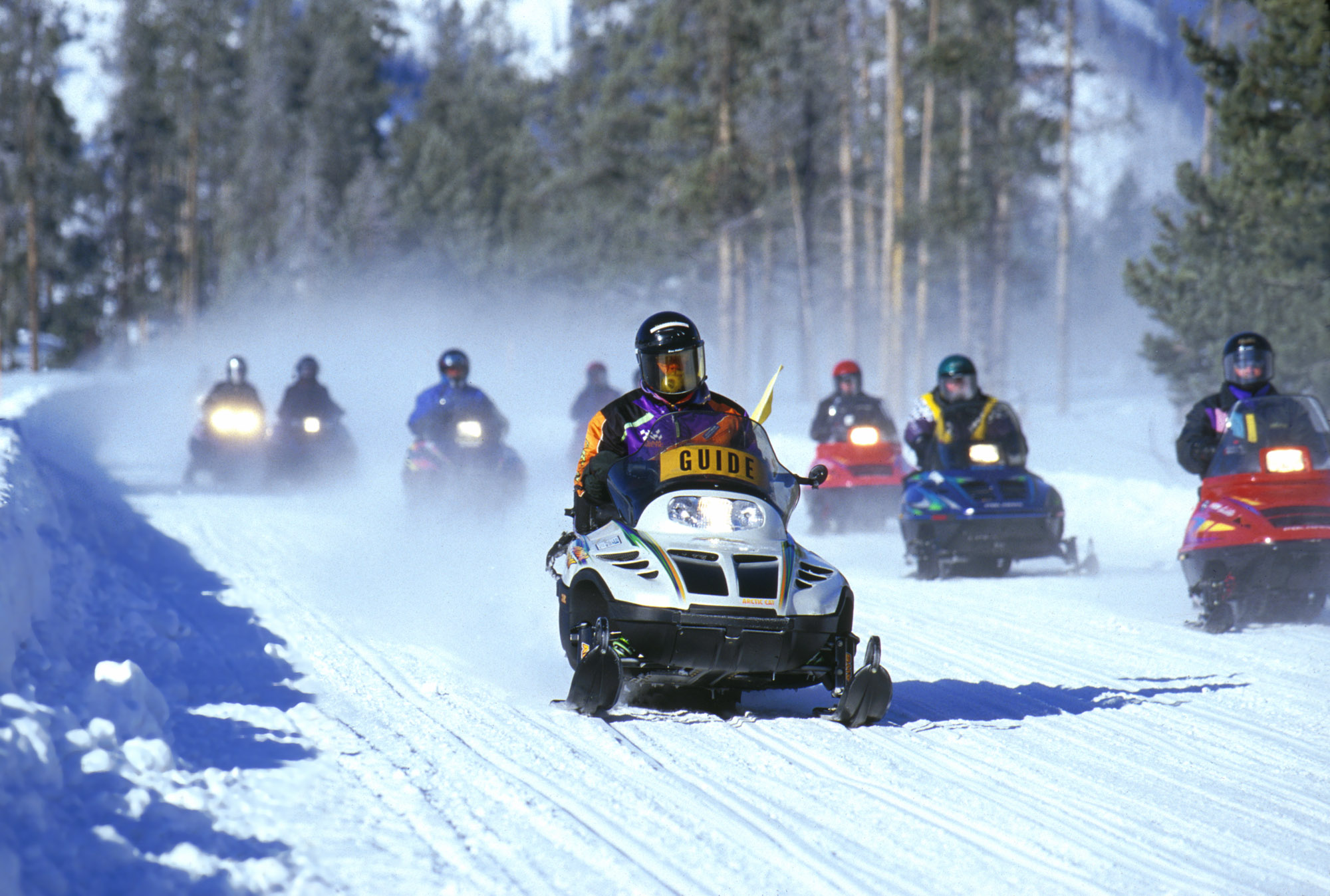
Snöskotrar på skoterled i Yellowstone, USA.

En skoterled är ett preparerat och utmärkt spår som används för snöskoterkörning.

## Skoterleder i Sverige
I Sverige är skoterleder uppmärkta med ledkryss samt påbudsskylt för snöskoterkörning. De flesta svenska skoterleder är avgiftsfria, men några avgiftsbelagda leder finns, och flera är under uppbyggnad. Inom flera områden, t.ex. Abisko–Kebnekaisefjällen och Funäsdalsfjällen, är skotertrafik generellt förbjuden och markerade skoterleder måste då alltid följas.
I Sverige finns ett stort nätverk av skoterleder. Som skoterförare är det på dessa som man främst ska hålla sig. Skoterlederna är även till för friluftslivet och det är skoterförarens ansvar att visa hänsyn. Körning med skoter är tillåten på väl snötäckt och tjälad mark, om det inte finns risk för skador på mark och vegetation. Skotertrafik är förbjuden i stora delar av fjällen, i de flesta nationalparker samt i många av naturreservaten.
Det finns allmänna skoterleder som länsstyrelsen eller kommunen ansvarar för. Det finns även skoterleder som skoterklubbar eller andra privata aktörer ansvarar för. I fjällens regleringsområde finns skoterleder som enda tillåtna färdvägar för skoter.
Skoterlederna inom regleringsområden för skoter är uppmärkta i terrängen med ledkryss och påbudsskyltar. Skoteråkare får alltså inte avvika från leden.
Statlig vinterled med röda ledkryss och förbudsskylt för skoter innebär att det är en skidled och alltså att man inte får köra snöskoter där.

### Skyltar

Förbudssmarkering för snöskoter.
Påbudsmarkering för snöskoter.
Ledkryss används som ledmarkering för bland annat snöskoter.